# 極道の妻たち リベンジ
『極道の妻たち リベンジ』（ごくどうのおんなたち）は、2000年公開の日本映画。監督は、関本郁夫。主演は、高島礼子。通称『極妻（ごくつま）』シリーズの第13作目。高島版としては第3作目。本作では、大阪府を舞台にヤクザの跡目問題に絡んだ傘下の2つの組の金を巡る攻防や、組長妻と夫及び彼女の元恋人とのやり取りなどが描かれている。
キャッチコピーは、「身も心も灼き尽くし極道を二度愛した、女の決着(けじめ)。」。

## あらすじ
大阪のヤクザ組織・きょうしん会会長（長門裕之）は実娘で傘下の内藤組組長妻・内藤敦子（池上季実子）に、夫・政治（火野正平）を跡目にするつもりだと告げられる。敦子は内藤組若頭夫妻(吉村昇、沙知子)にその話を伝え、いまいち頼りない政治を支えるよう協力を求める。きょうしん会傘下の河合組に刑務所帰りの組員・神原浩一（豊原功補）が戻ってくるが、神原は沙知子（高島礼子）の元恋人だった。そんな中、内藤組のシマで立て続けにトラブルが起き、吉村夫妻は何者かが裏で糸を引いていることを疑い始める。
数ヶ月前政治は、社長から頼まれて本部から2億円を借金していたが、彼が幼馴染だったため積極的に取り立てをして来なかった。ある日、吉村昇（田中健）が諸用で本部に訪れた所政治が借りた2億円を返すよう伝えられ、翌日直接社長に返済を迫ると「河合（石立鉄男）に脅されて金を取られた」と泣きつかれる。一方、敦子は政治の金銭トラブルに加え夫の不倫の事実を知り傷心するが、沙知子の励ましにより立ち直る。
偶然再会した神原から復縁を迫られた沙知子は、その後、昇との夫婦関係にヒビが入ったことで神原に体を許してしまう。翌日、沙知子は神原に浮気は間違いだったと告げ、帰宅後、昇に正直に浮気を打ち明け心から詫びるが許してもらえない。その後、政治は、社長の2億円の借金も先日のシマのトラブルも河合が糸を引いていたことを組員から知らされて激昂する。しかし、河合は社長を殺して口封じした後、政治の不倫と本家の借金を暴露してきょうしん会会長を丸め込む。
政治が会長の信用を失った後内藤組のシマを仕切ることになった河合は、きょうしん会次期会長の座を手に入れたも同然とほくそ笑む。さらに会長の座を確実に手中に収めるため政治を殺した河合は、翌日、命を取りに来た昇をも殺してしまう。その後、河合は邪魔な存在となった神原に、政治と昇殺しの罪をなすりつけて会長や警察までも欺くことに。後日、河合が黒幕だったことに気づいた沙知子は、政治の仇討ちを考える敦子を引き止めた後、昇の妻として最後のけじめをつけに行く。

## キャスト
吉村沙知子
演 - 高島礼子
若頭の妻。夫の昇とは結婚してまだ浅いが交際は長く自身が結婚に躊躇していたため。夜はクラブのママをしながら、普段は内藤組組事務所でパソコンを使った事務作業などをしている。組長妻である敦子を実の姉のように慕い相談事をするなど頼りにしている。昇と共に組長夫妻を支えるが、自身のクラブなど内藤組のシマでチンピラたちとトラブルが起き始める。
内藤敦子（あつこ）
演 - 池上季実子
内藤組組長の妻。きょうしん会会長の娘。小学生ぐらいの兄妹(よっちゃん、ともこ)の母。政治の不倫に気づいており夫に愛想を尽かしているが、表向き剛一や母の前では仲の良い夫婦を装っている。17歳の頃に両親の反対を押し切り高校を中退して政治と駆け落ちし、その後夫婦になった。普段は子供想いな性格だが、ヤクザの妻としては気性の激しい一面も見せる。

### 内藤組
内藤政治（まさはる）
演 - 火野正平
年は50歳を過ぎている。内藤組では簡単な指示を出すだけで、後はほとんどを昇に任せっきりで自身は不倫に夢中。組員に対しては強気に命令しているが会長の娘である敦子には弱い。また、昔からの友人である大西には、無担保で組から大金を貸すなど甘やかしている。
吉村昇（よしむらのぼる）
演 - 田中健
沙知子の夫。舎弟たちと共に内藤組のシマのしのぎに向かい、指示を出すなどしている。かとりから信用されている。政治に拾われてヤクザとして今まで生きて来られたため、恩義を感じており忠誠心が強い。沙知子との仲は良いが、妻の前に元恋人・神原が現れたことで夫婦にズレが生じる。
大島
演 - 小西博之
政治の弟分で長年彼と苦楽を共にしてきた。河合が次期会長を狙い舎弟会に手を回していたとの噂があり、政治に気をつけるよう進言する。その後大西の動向を探る。組事務所に敦子が顔を出した時に、自身は気遣いのある行動を見せることがある。
内藤組幹部
演 - 島木譲二
いつも組事務所で仕事をする組員たちを見守っている。大西の販売店に昇や他の組員たちと訪れて高級車を盗み出そうとする。作中では、鴇子との少々コミカルな会話のやり取りをしている。
荒木章（あらき あきら）
演 - 大沢樹生
沙知子のクラブのマネジャー(ボーイ)。かとりのピンチを助けたことが縁でほどなくして内藤組組員となる。背中に天女の刺青を入れている。その後昇と共に河合を襲撃しに行く。

### 河合組
河合正道
演 - 石立鉄男
きょうしん会幹部で傘下の河合組組長。表向き政治の兄弟分として親しく接しているが、内心跡目を継ぐ予定の彼に敵対心を持つ。商才があり神戸市でマリンスポーツとホテルを組み合わせた事業で儲け、組の資金にしている。野崎をかわいがっており自身が次期会長になれるよう色々と手助けしてもらう。
野崎武雄
演 - 本田博太郎
河合組の若頭。河合の還暦祝いで内藤組のシマを贈ることを決め、金を使ってチンピラ集団に内藤組の組員を襲ったりシマの店で暴れるよう指示する。神原の服役中に自身が河合組の若頭になったため、いまいち仲が良くない。
神原浩一（かんばら こういち）
演 - 豊原功補
河合組の中堅組員。野崎の兄弟分で沙知子の元恋人。10年間刑務所暮らしを終えて、1ヶ月前に出所したばかり。チンピラを使ってコソコソ内藤組のシマに嫌がらせをするようになった野崎とはあまり反りが合わず、時々反発している。過去に自身が刑務所に入る前に自らの申し出により沙知子と破局したが、彼女のことを愛し続けている。

### きょうしん会
東野剛一
演 - 長門裕之
きょうしん会会長で大阪ミナミに日本最大派閥のヤクザ組織を構える。敦子の父で、過去に娘と政治との結婚を反対していたが、2人に押し切られた。私生活では娘思い孫思いな性格。敦子夫妻が不仲であること、政治が本部に2億円もの借金をしていることなどなどは知らない。冒頭で会長職を退き、政治に次期会長を譲ることを考える。
理事長
演 - 清水紘治
きょうしん会本部理事長。敦子と沙知子と会長の話し合いの場に同席し、政治を次期会長にしたいと考える会長に賛同する。しかし以前内藤から頼まれて2億円を貸したが返さないまま、新たな借金を頼もうとしたことに腹を立て、次期会長の話も危うくなるかもと告げる。
かとり
演 - 鶴田忍
きょうしん会の幹部で政治のオジキ分。沙知子のクラブの常連客。ある日店に訪れた所、チンピラとトラブルになる。作中で、年に一度幹部の“2号さん”たちを集めた会を開く。
きょうしん会幹部
演 - ゆうき哲也
政治がきょうしん会の会長宅に呼び出された時に、会長に政治への処分を口添えする。

### その他の人
剛一の妻
演 - 三島ゆり子
敦子の母。きょうしん会本家の姐さんに当たる人物だが、作中では娘思いで思いやりのある女性として描かれている。敦子を大事に育ててきたが、政治との生活で苦労をしている娘を不憫に思っている。
西川由美
演 - 裕木奈江
沙知子のクラブのチーママ。章の恋人で結婚の約束をしている。身寄りはなく沙知子を実の姉のように慕っているせいか、普段からタメ口で話している。責任感が強く、店ではホステスのミスは自分の責任として彼女たちをかばう。10年間ミナミでホステスをしてきた意地があり、時にはヤクザ相手に凄むこともある。
大西
演 - トミーズ雅
外車専門の中古車販売店の社長。政治の幼馴染で、現在も“マーちゃん”と呼び慕う。以前政治に頼んで内藤組から2億円もの借金をしているが、作中でさらに1億円の融資を頼む。普段は政治の威光を盾に偉ぶっているが、いざとなると泣き落とそうとしたり口が軽く調子のいい性格。
西宮鴇子（にしみや ときこ）
演 - 朝丘雪路
内藤家の家政婦。内藤家の家事の他、組長夫妻の2人の子供の世話をしている。内藤組組事務所にも時々顔を出しているため組員とも顔見知り。悩みが付きない敦子の味方となって、色々と心配している。
たまみ
未亡人で現在は、大島興業の事務員として働いているが実は政治の愛人。冒頭で政治が跡目を継ぐことになり沙知子から別れを切り出されるが、その後も密かに付き合いを続ける。

## スタッフ
- 監督 - 関本郁夫
- 製作 - 日下部五朗
- プロデューサー - 亀岡正人、小柳憲子、山崎寛人
- 原作 - 家田荘子（文藝春秋刊）
- 脚本 - 中島貞夫
- 企画 - 山村俊史、日下圭伍
- 撮影 - 水巻祐介
- 音楽 - 大島ミチル
- 音楽プロデューサー - 津島玄一
- 主題歌 - 宇多川都「まぶしすぎて」
- 美術 - 野尻均
- 照明 - 沢田敏夫
- 編集 - 荒木健夫
- 録音 - 伊藤宏一
- スクリプター - 野口多喜子
- 助監督 - 比嘉紘一郎
- 製作会社 - TBS、東映ビデオ、高田事務所（製作協力 東映京都撮影所）

## 劇中歌
- 主題歌「まぶしすぎて」

作詞：石坂よしゆき、作曲：長田栄二、山口美央子、歌：宇多川都
- 「ラヴ・イズ・オーヴァー」

作詞・作曲：伊藤薫／原曲は、1980年頃に欧陽菲菲が歌唱した。
沙知子のクラブで行われたきょうしん会幹部の集まりで、幹部を演じたゆうき哲也がカラオケでこの曲を歌唱する。